# Bielice (Powiat Pyrzycki)
Bielice (deutsch Beelitz) ist ein Dorf in der Woiwodschaft Westpommern in Polen. Es ist Sitz der Gmina Bielice (Landgemeinde Beelitz) und gehört mit dieser zum Powiat Pyrzycki (Powiat Pyritz).

## Geographische Lage
Der Ort liegt in Hinterpommern, 12 Kilometer nordwestlich  der Stadt  Pyritz (Pyrzyce) und 17 Kilometer südöstlich der Stadt Greifenhagen  (Gryfino) an der Oder.
An das Straßennetz angebunden ist der Ort über eine wenig befahrenen Nebenstraße, die Gardno (Garden) an den Woiwodschaftsstraßen 119 (Radziszewo (Retzowsfelde)–Gardno) und 120 (Gryfino (Greifenhagen) – Kobylanka (Kublank)) mit Linie (Leine) und Żabów (Sabow) an der Landesstraße 3 (Świnoujście (Swinemünde) – Jakuszyce (Jakobsthal), hier ehemalige deutsche Reichsstraße 112, heute auch Europastraße 65) verbindet.
Eine Bahnanbindung besteht seit 1996 nicht mehr. Bis dahin und seit 1898 hatten die Pyritzer Bahnen und die Polnische Staatsbahn eine Kleinbahnstrecke von Pyritz nach Klein Schönfeld (Chwarstnica) betrieben.

## Ortsname
Die Ortsbezeichnung Beelitz kommt noch dreimal vor. Die Schreibweise für das Pyritzer Beelitz war 1235 Belitcze, 1240 Beliz, 1249 Belitz und dann bis 1945 Beelitz.

## Geschichte

Beelitz (Belitz) südwestlich des Madüsees (Madui Lacus) auf der Lubinschen Karte von 1618 (Ausschnitt).

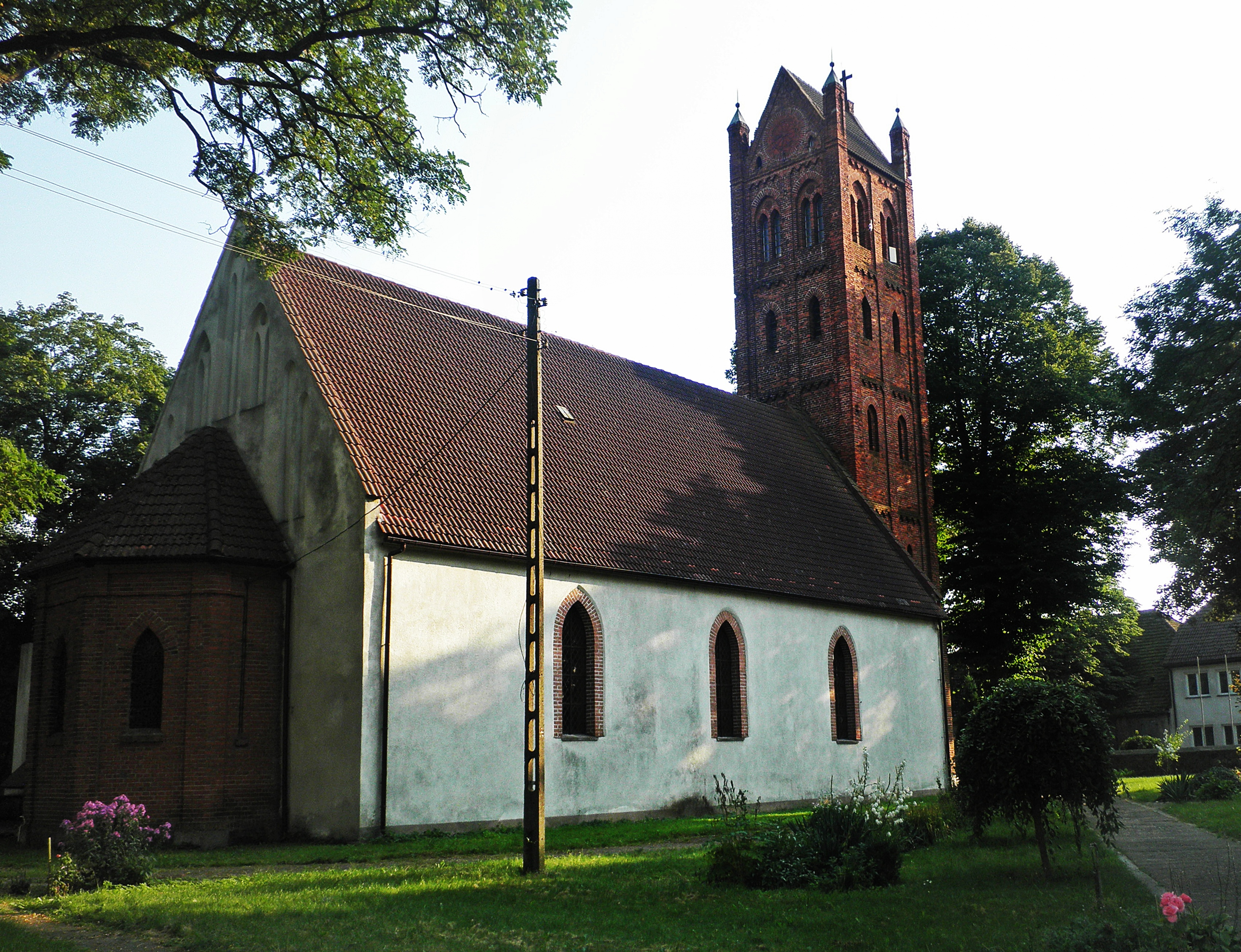
Dorfkirche (bis 1945 evangelisch).

Die erste Erwähnung des Dorfes stammt aus dem Jahre 1235: In einer 1235 ausgestellten Urkunde bestätigte Swantibor, Kastellan von Kolberg, dem Kloster Kolbatz den Besitz des Dorfes, das das Kloster von einem seiner Vasallen namens Crisanus gekauft hatte. Im Jahre 1240 erschien das Dorf unter dem Namen Beliz in einer Urkunde, mit der Herzog Barnim I. von Pommern dem Kloster Kolbatz seinen Besitz bestätigte. Ebenfalls unter dem Namen Beliz steht das Dorf in einer angeblich von 1226 stammenden Besitzbestätigung zugunsten des Klosters, die aber als Fälschung erkannt ist. Mit einer Urkunde von 1249 erklärte Herzog Barnim I., dass er von dem Kloster Kolbatz dessen Besitz in und um Damm, darunter das hier Belitz geschriebene Dorf, auf Lebenszeit zu Lehen genommen habe, um hier eine Stadt zu errichten – nämlich die Stadt Altdamm.
Auf der Lubinschen Karte von 1618 ist Belitz eingetragen.
Beelitz bildete von 1816 bis 1945 eine Gemeinde im Landkreis Pyritz der preußischen Provinz Pommern. In der Gemeinde bestand auch der Wohnplatz Windmühlen. Die Gemeinde war zuletzt in den Amts- und Standesamtsbezirk Alt Falkenberg eingegliedert.
Gegen Ende des Zweiten Weltkriegs besetzte im Frühjahr 1945 die Rote Armee die Region. Bald darauf wurde Beelitz zusammen mit ganz Hinterpommern unter polnische Verwaltung gestellt. Der Ortsname wurde als Bielice polonisiert. Soweit die Einwohner nicht geflohen waren, wurden sie in der darauf folgenden Zeit von der örtlichen polnischen Verwaltungsbehörde über die Oder in Richtung Westen vertrieben.
Das Dorf ist heute dem Powiat Pyrzycki in der Woiwodschaft Westpommern (bis 1998 Woiwodschaft Stettin) angegliedert. Bielice zählt heute 560 Einwohner und ist Sitz der gleichnamigen Gmina Bielice.

## Einwohnerzahlen
| Jahr | Ein- wohner | Anmerkungen                                             |
| ---- | ----------- | ------------------------------------------------------- |
| 1852 | 542         | [ 7 ]                                                   |
| 1864 | 653         | [ 8 ]                                                   |
| 1867 | 637         | [ 9 ]                                                   |
| 1871 | 650         | darunter 640 Evangelische, ein Katholik und neun Juden  |
| 1925 | 576         | darunter 560 Evangelische und ein Katholik, keine Juden |
| 1933 | 575         | [ 10 ]                                                  |
| 1939 | 579         | [ 10 ]                                                  |

## Kirche
Die Beelitzer Bevölkerung war vor 1945 überwiegend evangelischer Konfession. Das Dorf war schon vor der Reformation Filialgemeinde im Kirchspiel Wartenberg (heute polnisch: Parsów) und gehörte somit zum Kirchenkreis Kolbatz (Kołbacz) in der Kirchenprovinz Pommern der Kirche der Altpreußischen Union. Zur Filialgemeinde Beelitz gehörten im Jahre 1940 insgesamt 570 Gemeindeglieder.
Seit 1945 lebt in Bielice eine fast ausnahmslos römisch-katholische Bevölkerung. Die Kirche trägt nun den Namen Kościół pw. Matki Boskiej Królowej Polski (Gottesmutter, Königin Polens). Das Dorf ist heute selber Sitz einer Pfarrei, die zum Dekanat Kołbacz (Kolbatz) im Erzbistum Stettin-Cammin der Katholischen Kirche in Polen gehört. Evangelische Kirchenglieder, die hier leben, werden vom Pfarramt in Stettin in der Diözese Breslau der Evangelisch-Augsburgischen Kirche in Polen betreut.